# KVC Westerlo
Koninklijke Voetbalclub Westerlo este un club de fotbal din Westerlo, Belgia, care evoluează în Prima Ligă. Echipa susține meciurile de acasă pe stadionul Het Kuipje cu o capacitate de 7.903 locuri.